# أندريا سترنادوفا
أندريا سترنادوفا (بالتشيكية: Andrea Strnadová)‏ مواليد 28 مايو 1972 في براغ، هي لاعبة كرة مضرب تشيكية سابقة بدأت مسيرتها كمحترفة سنة 1988، اعتزلت اللعب في 1995. كما أنها إحدى بطلات الجراند سلام. أعلى تصنيف لها في الفردي كان المركز الـ 33 في سنة 1991. فازت بجائزة أفضل قادمة جديدة من قبل رابطة محترفات التنس.

## بطولات حققتها
- بطولة ويمبلدون
- أستراليا المفتوحة

## النهائيات

### الفردي (الوصافة 5)
| الحصيلة | الرقم | التاريخ        | الدورة                              | الأرضية | المنافس في النهائي | النتيجة في النهائي |
| ------- | ----- | -------------- | ----------------------------------- | ------- | ------------------ | ------------------ |
| الوصافة | 1.    | 3 فبراير 1991  | أوكلاند المفتوحة للسيدات، نيوزيلندا | صلبة    | إيفا سفيجلروفا     | 2–6, 6–0, 1–6      |
| الوصافة | 2.    | 10 فبراير 1991 | ولينغتون، نيوزيلندا                 | صلبة    | ليلي مسخي          | 6–3, 6–7, 2–6      |
| الوصافة | 3.    | 2 فبراير 1992  | أوكلاند المفتوحة للسيدات، نيوزيلندا | صلبة    | روبن وايت (تنس)    | 6–2, 4–6, 3–6      |
| الوصافة | 4.    | 19 أبريل 1992  | تايلاند المفتوحة للسيدات، تايلاند   | صلبة    | سابين أبيلمانس     | 5–7, 6–3, 5–7      |
| الوصافة | 5.    | 26 أبريل 1992  | ماليزيا المفتوحة للسيدات            | صلبة    | يايوك باسوكي       | 3–6, 0–6           |

## روابط خارجية
- أندريا سترنادوفا على موقع رابطة محترفات التنس (الإنجليزية)
- أندريا سترنادوفا على موقع الاتحاد الدولي لكرة المضرب (الإنجليزية)
- أندريا سترنادوفا على موقع كأس بيلي جين كينغ (الإنجليزية)
- أندريا سترنادوفا على موقع خلاصة التنس.كوم (الإنجليزية)
- أندريا سترنادوفا على موقع أوليمبيديا (الإنجليزية)
- أندريا سترنادوفا على موقع اللجنة الأولمبية التشيكية (التشيكية)